# Shirak Avia
Shirak Avia LLC, (in armeno: Շիռակ Ավիա ՍՊԸ) è una compagnia aerea armena con sede all'aeroporto di Erevan a Erevan, in Armenia.

## Storia
Shirak Avia è stata registrata nel registro delle imprese della Repubblica di Armenia nel 2019. Nello stesso anno ha acquistato un Boeing 737-500, noleggiato ad Armenia Airways da dicembre 2020.
Nell'ottobre 2021, la compagnia ha ricevuto il certificato di operatore aereo dal Comitato per l'aviazione civile della Repubblica di Armenia per il regolare trasporto aereo commerciale, che consente alla compagnia aerea di operare voli di linea.
Il 20 giugno 2022, la compagnia aerea ha effettuato il suo primo volo per l'aeroporto di Mosca-Vnukovo.

## Destinazioni
Al 2022, Shirak Avia collega tre città tra Armenia e Russia.

## Flotta
A dicembre 2022 la flotta di Shirak Avia è così composta: